# Paratesta chiangi
Paratesta chiangi là một loài bọ cánh cứng trong họ Cerambycidae.